# Tommy Bedford
Pas d'image ? Cliquez ici

a Compétitions nationales et continentales officielles uniquement.

b Matchs officiels uniquement.
Thomas Pleydell « Tommy » Bedford, né le 8 février 1942 à Bloemfontein, est un ancien joueur de rugby international sud-africain. Il évolue au poste de troisième ligne aile et de numéro 8. 

## Carrière
Il dispute son premier test match le 13 juillet 1963 contre les Wallabies, il joue quatre fois contre cette nation cette année-là. 
Il fait partie de l'équipe des Springboks de 1964 qui affrontent les Français et perdent 8-6.
En 1968, les Lions britanniques se déplacent en Afrique du Sud et Tommy Bedford joue les quatre test-matchs avec trois victoires sud-africaines et un match nul.
En 1969, il est deux fois capitaine de l'équipe en tournée en Australie, équipe qui remporte les quatre test-matchs.
Il joue en juin 1971 de nouveau contre les Français avec cette fois une victoire et un match nul.
Il passe sa carrière au sein de la province de Natal.

## Palmarès
- 25 sélections
- 1 essai, 3 points
- Sélections par saison : 4 en 1963, 2 en 1964, 3 en 1965, 6 en 1968, 6 en 1969, 2 en 1970, 2 en 1971.